# Julius Baumgärtner
Julius Baumgärtner (* 23. März 1837 in Freiburg im Breisgau; † 1913 in Baden) war ein deutscher Mediziner.

## Leben
Julius Baumgärtner wurde als Sohn des Freiburger Pathologen Karl Heinrich Baumgärtner geboren. Von 1855 bis 1860 studierte er an der Universität Freiburg Medizin. Zu Beginn des Studiums wurde er Mitglied des Corps Rhenania Freiburg. Nach der Promotion zum Dr. med. im Jahre 1860 und kurzer Zeit als Assistent an der chirurgischen Universitätsklinik vollendete er seine Studien in den nächsten drei Jahren in Paris bei Auguste Nélaton, Antoine Joseph Jobert de Lamballe und Nonat, in London bei Thomas Spencer Wells, William Morrant Baker und Brown, in Dublin bei Denham, in Berlin bei Eduard Arnold Martin und Bernhard von Langenbeck und in Wien bei Gustav Braun und Josef von Škoda.
1864 übernahm Baumgärtner in Baden-Baden die Leitung einer Privatklinik für Frauenkrankheiten. 1879 wurde er dirigierender Arzt des städtischen Krankenhauses in Baden-Baden und 1891 zugleich dirigierender Arzt der Abteilung für Frauenleiden und chirurgische Erkrankungen am Sanatorium Quisisana.
Im Deutsch-Französischen Krieg war er Chef des chirurgischen Lazaretts für Franzosen in der Festung Rastatt. Im September 1879 war er I. Geschäftsführer der 52. Versammlung deutscher Naturforscher und Ärzte zu Baden-Baden.

## Auszeichnungen
- Ernennung zum Medizinalrat
- Ernennung zum Geheimen Medizinalrat
- Ritter des Ordens Berthold des Ersten
- Ritter I. Klasse des Ordens vom Zähringer Löwen, 1893[3]
- Friedrich-Luisen-Medaille
- Preußische Rote Kreuz-Medaille 3. Klasse

## Ehrenämter
- Von 1907 bis 1911 war Julius Baumgärtner Mitglied des Badischen Landesgesundheitsrates.[4]
- Im gleichen Zeitraum war er Mitglied der Badischen Ärztekammer.[5]
- Außerdem war er Stellvertreter im Ärztlichen Ehrengerichtshof von Baden.[6]

## Schriften
- Der Atmungsprozess im Ei, 1861.
- Die Krankheiten des Kehlkopfes, 1864.
- Über Prolapsusoperation, 1876.
- Drei Laparotomien innerhalb 3 Jahren an derselben Patientin, 1879.
- Über Kropfexstirpation, 1889.
- Über extraperitoneales Haematom, 1882.
- Über Ablösbarkeit des Peritoneums im Becken, 1882.
- Über Peritonealtoilette.
- Über Cachexia strumipriva.
- Baden-Baden und seine Kurmittel, 1886.
- Die Operation der parametritischen Abscesse, 1889.
- Ein Beitrag zur Perityphlitis und deren Behandlung, 1894.
- Blasenfistel-Operation, 1896.
- Enucleation der Hämorrhoidalknoten, 1896.